# Episodi di Carabinieri (settima stagione)
La settima e ultima stagione della serie televisiva Carabinieri, formata da 28 episodi, è stata trasmessa in prima visione assoluta su Canale 5 dal 18 marzo all'8 aprile 2008 per 8 episodi, per poi sospenderla per via dei bassi ascolti, ma poi viene ripresa dal 3 giugno fino al 30 luglio 2008 per i rimanenti 20 episodi.
| nº | Titolo                    | Prima TV Italia |
| -- | ------------------------- | --------------- |
| 1  | L'erede                   | 18 marzo 2008   |
| 2  | Uno strano sospetto       | 18 marzo 2008   |
| 3  | Intimi segreti            | 25 marzo 2008   |
| 4  | Lo sparo                  | 25 marzo 2008   |
| 5  | Terapie alternative       | 1º aprile 2008  |
| 6  | Un ring per Giacomo       | 1º aprile 2008  |
| 7  | Rapine in villa           | 8 aprile 2008   |
| 8  | Donne e veleni            | 8 aprile 2008   |
| 9  | Uno strano incidente      | 3 giugno 2008   |
| 10 | Una presenza inquietante  | 3 giugno 2008   |
| 11 | Salto nel vuoto           | 4 giugno 2008   |
| 12 | La migliore terapia       | 4 giugno 2008   |
| 13 | Missione speciale         | 11 giugno 2008  |
| 14 | Ventiquattro ore          | 11 giugno 2008  |
| 15 | Scomparso                 | 18 giugno 2008  |
| 16 | La forza della tradizione | 18 giugno 2008  |
| 17 | In vino veritas           | 25 giugno 2008  |
| 18 | La donna in viola         | 25 giugno 2008  |
| 19 | Caccia all'uomo           | 2 luglio 2008   |
| 20 | Il cameriere              | 2 luglio 2008   |
| 21 | Guido                     | 9 luglio 2008   |
| 22 | Non torno a casa          | 9 luglio 2008   |
| 23 | Fantasmi del passato      | 16 luglio 2008  |
| 24 | Il chakra                 | 16 luglio 2008  |
| 25 | Furto in sacrestia        | 23 luglio 2008  |
| 26 | Luci rosse                | 23 luglio 2008  |
| 27 | Il caso di Chiara         | 30 luglio 2008  |
| 28 | Pericolo a scuola         | 30 luglio 2008  |

## L'erede
- Diretto da: Raffaele Mertes
- Scritto da: Elisabetta Flumeri, Isabella Franconetti, Maria Gabriella Giacometti, Mauro Marsili

### Trama
I carabinieri vengono trasferiti presso la caserma di Montepulciano; infatti Morri (Maurizio Casagrande) ha portato con sé Contini (Walter Nudo), Sonia (Roberta Giarrusso), Laura (Francesca Chillemi), Mura (Alessandro Partexano) e Romanò (Andrea Roncato). Un improvviso blackout manda in tilt l'intera città. I Carabinieri entrano subito in azione pattugliando le strade di Montepulciano. Durante il blackout un anziano muore cadendo nella tromba dell'ascensore: Giacomo (Walter Nudo) e Stefania (Chiara Ricci) accorrono sul posto. Tutto fa sembrare l'accaduto un incidente, ma Stefania non ne sembra convinta. Viene allora chiamato un tecnico che conferma i dubbi del Carabiniere: i comandi dell'ascensore sono stati manomessi in modo da provocare l'incidente costato la vita all'anziano signore. Le piste possibili sono soltanto due: la vendetta o l'eredità. Una svolta decisiva alle indagini arriva con l'apertura del testamento che vede la giovane badante rumena come erede dei beni e dell'appartamento mentre alla nipote spettano solo i gioielli di famiglia. Magda Stepien, la badante, viene così arrestata, ma la sua colpevolezza non convince Giacomo che con Stefania rintraccia una registrazione sulla segreteria telefonica del notaio, e scoprendo così che la voce registrata dall'accento russo non era di Magda ma della stessa nipote che cercava di incastrarla per impossessarsi dell'intera eredità. Convocata in caserma impiegherà poco a confessare.
- Soggetti: Elisabetta Flumeri, Isabella Franconetti, Maria Gabriella Giacometti, Mauro Marsili
- Collaborazione ai dialoghi: Massimo Dimunno, Giovanni Tamburino
- Guest star: Valentina Pace, Massimiliano Varrese
- Altri interpreti: Fulvio Ferrati, Magdalena Grochowska, Luciano Luminelli, Daniele Magini, Francesco Manfredi, Denise Marzuoli, Giusy Ricchizzi, Bruna Rubegni, Lucia Socci, Marcella Sbigoli, Ideale Tondi, Simone Tremiti
- Ascolti Italia: telespettatori 5.133.000 - share 18,83% [1]

## Uno strano sospetto
- Diretto da:
- Scritto da: Elisabetta Flumeri, Isabella Franconetti, Maria Gabriella Giacometti, Mauro Marsili

### Trama
La caserma di Montepulciano è già pronta per il prossimo caso: infiltra così Edoardo, nei panni di un industriale con il vizio del gioco, in una bisca clandestina, al fine di controllare un certo Morganti, un pregiudicato appena arrivato nella cittadina. Al tavolo da gioco farà però una brutta scoperta: padre Paolo (Paolo Villaggio) è uno dei partecipanti vestito in abiti borghesi, decide così di annullare l'operazione. Il maresciallo Morri decide così di interrogare il sacerdote, ma le risposte non lo convincono e ordina di tenerlo d'occhio per un po' di tempo. Le scoperte sono sconvolgenti: prima lo vede incontrarsi con Morganti che gli chiederà i soldi in malo modo, poi con Mariangela Guerra alla quale offrirà del denaro. Mariangela è la proprietaria di un'importante azienda vinicola sull'orlo della bancarotta a causa dell'ultima cattiva raccolta e della donazione ingente fatta dal marito prima di mollare tutto e rinchiudersi in convento. Interrogato nuovamente padre Paolo confesserà di sentirsi in colpa per la situazione in cui si trova la donna e aver per questo giocato a carte cercando di vincere qualcosa da donarle. La situazione gli è però sfuggita di mano e ha perso ormai 10000€. Morri organizza così un secondo tentativo di cattura che, questa volta, assicura Morganti e i suoi complici alla giustizia.
- Soggetti: Elisabetta Flumeri, Isabella Franconetti, Maria Gabriella Giacometti, Mauro Marsili
- Collaborazione ai dialoghi: Massimo Dimunno, Giovanni Tamburino
- Special guest star: Antonio Casagrande
- Guest star: Erika Blanc, Valentina Pace
- Altri interpreti: Paolo Cappelli, Felice Casciano, Andrea Golino, Marcello Mancusi, Manuela Morabito, Leonardo Muzzi, Silvia Pelagatti, Andrea Renieri, Franco Rossi
- Ascolti Italia: telespettatori 4.050.000 - share 18,47% [1]

## Intimi segreti
- Diretto da:
- Scritto da: Giulia Calenda, Barbara Rossi Prudente.

### Trama
Al centro benessere Wellness continuano svariati attentati compiuti da ignoti teppisti. Giacomo e Stefania incontrano la proprietaria Anna Bacci, separata con una figlia diciassettenne, per spingerla a sporgere denuncia. La donna si mostra contraria, però, ad agire per via legali e per via di questa sua riluttanza il maresciallo Morri pensa che sia stata lei a causare i danni al suo centro per incassare i premi assicurativi. In seguito, grazie alla scoperta del distributore di profilattici vuoto e di un locale del centro estraneo alle autorità, il comandante pensa che in quell'attività possano svolgersi attività clandestine di tipo sessuale. Francesca Rossini riesce ad infiltrarsi come cliente del centro benessere e scopre le attività illecite. Intanto Contini scopre dalla figlia della Bacci che la donna aveva una relazione extraconiugale con un uomo che ora non fa altro che ricattarla e chiederle soldi. I carabinieri di Montepulciano, facendo alcune ricerche sull'uomo, scoprono che non è altro che uno gigolò. Edoardo, intanto, che si era infiltrato come massaggiatore nel centro benessere, subito dopo che Sergio, l'amante di Anna, viene arrestato per la sua professione di gigolò, scopre che anche la donna è coinvolta in quel giro di prostituzioni ed entrambi vengono arrestati. Intanto in caserma arriva il colonnello Di Chiara, uomo che il maresciallo Stefania Virgili sembra conoscere. Stefania esce con la pattuglia in compagnia di Federico. I due fermano un uomo per un controllo. Alla vista, in macchina di quest'ultimo di un fucile, i due chiamano il comando. L'uomo cerca di scappare e allora Stefania, nel tentativo di fermarlo, spara apparentemente colpendo nulla. Non appena però, il polverone alzato dalla velocità con cui il fuggitivo è scappato sparisce, Girelli e Virgili trovano davanti a loro una visione agghiacciante: pare che Stefania, con quello sparo, abbia colpito una passante che ora è a terra priva di sensi.
- Soggetti: Giulia Calenda, Barbara Rossi Prudente
- Collaborazione ai dialoghi: Massimo Dimunno, Giovanni Tamburino
- Special guest star: Antonio Casagrande
- Guest star: Valentina Pace, Massimiliano Varrese
- Altri interpreti: Barbara Begala, Raffaella Beligni, Nicoletta Bernardini, Marco Cappuccini, Daniela Cecchini, Attilio Fontana, Silvia Gavarotti, Alessio Giordano, Alessandro Lucarelli, Lorenzo Savinelli, Ilaria Serrato, Fabio Vannozzi
- Ascolti Italia: telespettatori 4.628.000 - share 16,73% [2]

## Lo sparo
- Diretto da:
- Scritto da: Giulia Calenda, Barbara Rossi Prudente.

### Trama
Il maresciallo Virgili e i suoi colleghi sono preoccupati per le sorti di Assunta Pozzi, la donna che Stefania ha ferito in strada con un colpo di pistola. La donna si risveglia dal coma, ma si teme che possa riportare danni permanenti. Il caso viene affidato al colonnello Di Chiara, una vecchia fiamma di Stefania, quando era nei ROS. Arriva una segnalazione di un tentativo di furto nella villa di Leonardo Fasani, il più ricco imprenditore agricolo della zona. Gli agenti Claudio e Federico scoprono che Assunta Pozzi è la cameriera dei Fasani e che la sera dell'incidente sarebbe dovuta essere in villa per assistere al figlio dei Fasani. Giacomo è insospettito dal fatto che la donna fosse in strada e non accanto al piccolo, in casa. Federico scopre che la targa dell'automobile fermata al posto di blocco prima dell'incidente è stata assegnata dalla motorizzazione ad un camion; Laura e Romanò scoprono che gli operai dell'azienda agricola di Fasani scioperano per i massicci licenziamenti. Giacomo accompagna Stefania all'ospedale per far visita alla donna ormai fuori pericolo, ma la vedono allontanarsi in macchina col marito, che Stefania riconosce essere il fuggiasco del posto di blocco. Si intensificano i sospetti, sul fatto che siano stati loro a tentare la rapina, confermati da Mura e Romanò i quali scoprono che il marito di Assunta è stato il primo operaio licenziato. L'improvvisa scomparsa del figlio dei Fasani offre ai carabinieri, la risoluzione del caso: i coniugi Pozzi hanno rapito il bambino a scopo di lucro; raggiunti nel casolare di campagna vengono arrestati. Per Stefania il pericolo è passato: decade l'accusa di abuso d'arma da fuoco e Di Chiara complimentandosi con lei, le confessa si essersi trasferito a Montepulciano per rivederla. In caserma, intanto, mentre Giacomo e Paola stanno chiacchierando, la donna avverte un malore e immediatamente sviene.
- Soggetti: Giulia Calenda, Barbara Rossi Prudente
- Collaborazione ai dialoghi: Massimo Dimunno, Giovanni Tamburino
- Guest star: Valentina Pace
- Altri interpreti: Raffaella Beglini, Enzo Marino Bellanich, Andrea Carnevale, Andrea Forzoni, Daniele Grassetti, Bernardo Messeri, Marcello Nardi, Mia Sakakini, Elvio Santinelli, Fabio Vannozzi
- Ascolti Italia: telespettatori 4.066.000 - share 18,51% [2]

## Terapie alternative
- Diretto da:
- Scritto da:

### Trama
In un centro di medicina naturale viene scoperto un truffatore senza competenza che non sapendo le erbe che somministrava ha fatto interrompere due gravidanze.
- Special guest star: Antonio Casagrande
- Guest star: Federica Citarella, Valentina Pace
- Altri interpreti: Enzo Marino Bellanich, Chiara Ciofini, Manuela Congia, Maria Luisa Contorni, Ilaria Di Luca, Lilia Donnini, Stefano Giannotti, Leonardo Lauria, Irene Paoletti, Massimo Pasqualini, Maurizio Repetto, Mila Vanzini
- Ascolti Italia: telespettatori 4.621.000 - share 16,36% [3]

## Un ring per Giacomo
- Diretto da:
- Scritto da:

### Trama
In seguito ad un incidente dove viene ritirata la patente a Margherita e al sindaco, Stefania e Giacomo trovano un pugile ferito e lo portano al pronto soccorso. Nel corso delle indagini si scopre che il ragazzo non era stato malmenato bensì aveva perso conoscenza e in seguito caduto. Se all'inizio la colpa era caduta sul suo compagno, poiché questo ragazzo era gay, poi si scopre che questo traffico di anabolizzanti proveniva dalla palestra frequentata dal ragazzo, la quale era aiutata dal dottore della ASL. Dopo aver concluso le indagini vediamo Paola che cerca di chiarire con Giacomo il quale non ne vuole proprio sapere e allo stesso tempo Stefania siede al tavolo con il colonnello Di Chiara. 
- Special guest star: Antonio Casagrande
- Guest star: Valentina Pace
- Altri interpreti: Marco Aceti, Alberto Angrisano, Francesco Arca, Federica Belli, Susanna Bocci, Stefano Giannotti, Daniele Marini, Giovanni Pezzella, Fabrizio Pinzauti, Luca Ramacciotti, Francesco Rossi
- Ascolti Italia: telespettatori 4.150.000 - share 19,52% [3]

## Rapine in villa
- Diretto da:
- Scritto da:

### Trama
Una serie di furti nelle ville di campagna nei dintorni di Montepulciano chiama in azione i Carabinieri; dopo la festa per l'anniversario di matrimonio un'anziana coppia è stata narcotizzata e derubata di una preziosa tela. A partire dagli unici indizi, un'azienda di catering e una misteriosa utilitaria parcheggiata nel parco della villa, viene seguita la pista che porta all'incriminazione dell'insospettabile Germano, il simpatico proprietario del bar della piazza. Convinti della sua innocenza, i Carabinieri dovranno riuscire a dimostrare la sua estraneità ai fatti catturando il vero ladro.
- Guest star: Carlotta Miti, Valentina Pace
- Altri interpreti: Mauro Buoni, Aicha Hamroun, Ruby Rachel Kammer, Hafedh Khalifa, Maria Nanda Landi, Marta Martini, Roberto Masoni, Rossana Morelli, Massimiliano Onali, Andrea Redavid, Stefano Silvestri, Midori Watanabe
- Ascolti Italia: telespettatori 4.119.000 - share 15,06% [4]

## Donne e veleni
- Diretto da: Giandomenico Trillo
- Scritto da: Luigi Spagnol

### Trama
La scoperta di una conceria clandestina e delle convenienze locali.
- Guest star: Erika Blanc, Valentina Pace, Massimiliano Varrese
- Altri interpreti: Emiliano Buttaroni, Giuseppe Cristiano, Gerhard Koloneci, Rossana Morelli, Alessandro Pess, Daniela Tizi, Midori Watanabe, Dong Mei Xiao
- Ascolti Italia: telespettatori 3.820.000 - share 18,48% [4]

## Uno strano incidente
- Diretto da: Raffaele Mertes, Alessandro Cane
- Scritto da: Elisabetta Flumeri, Maria Gabriella Giacometti

### Trama
Un incidente provoca un'amnesia temporanea al comandante.
- Special guest star: Antonio Casagrande
- Guest star: Remo Remotti, Massimiliano Varrese
- Altri interpreti: Cristina Arnone, Enzo Marino Bellanich, Federica Belli, Alessandra Camozzi, Marco Tullio Cau, Marco Cucciniello, Marzia Fontana, Stefano Giagnoni, Ruby Rachel Kammer, Gianni Minasi, Lucia Palmer, Giuliana Maia Panerai, Monica Paolini, Roberto Pastore, Luca Ramacciotti, Gianluca Testa
- Ascolti Italia: telespettatori 4.760.000 - share 18,42% [5]

## Una presenza inquietante
- Diretto da: Raffaele Mertes, Alessandro Cane
- Scritto da: Elisabetta Flumeri, Maria Gabriella Giacometti

### Trama
Arresto di una coppia di usurai.
- Special guest star: Antonio Casagrande
- Guest star: Valeria Cavalli, Martina Pinto
- Altri interpreti: Enzo Marino Bellanich, Francesca Bianco, Andrea Borrelli, Orsetta De Rossi, Emanuela Mascherini, Massimo Poggioni, Paolo Poiret, Ciro Rossi, Lorenzo Vestri
- Ascolti Italia: telespettatori 4.135.000 - share 20,63% [5]

## Salto nel vuoto
- Diretto da: Raffaele Mertes, Alessandro Cane
- Scritto da: Marco Costa

### Trama
Dopo il tentato suicidio di una tossicomane, amica di Laura Flestero, si indaga sugli spacciatori.
- Special guest star: Antonio Casagrande
- Guest star: Valeria Cavalli, Valentina Pace, Marco Messeri, Martina Pinto, Massimiliano Varrese
- Altri interpreti: Pierpaolo Benigni, Altero Borghi, Orsetta De Rossi, Claudia Fossi, Stefano Giannotti, igor Horvath, Manuel Locci, Mimma Lovoi, Natalia Magni, Lucia Modugno, Totò Onnis, Rosa Sarti
- Ascolti Italia: telespettatori 4.437.000 - share 17,68% [6]

## La migliore terapia
- Diretto da: Raffaele Mertes, Alessandro Cane
- Scritto da: Luigi Spagnol

### Trama
Furto di gioielli nelle terme di Chianciano.
- Special guest star: Antonio Casagrande
- Guest star: Valeria Cavalli, Valentina Pace
- Altri interpreti: Roberto Abbati, Armando Carini, Marco Gandolfi Vannini, Francesca Guadagno, Mimma Lovoi, Lucia Modugno, Emanuele Salce, Andrea Tondi, Daniela Vanni
- Ascolti Italia: telespettatori 3.915.000 - share 19,85% [6]

## Missione speciale
- Diretto da:
- Scritto da:

### Trama
In missione a Malta in cui sospettano di una persona per traffico di armi in Africa. Giacomo e Stefania si fingono marito e moglie.
- Guest star: Valeria Cavalli, Gianni Fantoni, Fabio Sartor
- Altri interpreti: Roberto Attias, Karmen Azzopardi, Andrew Barberi, Victor Bonanno, Mark Bugeja, Steffan De Angelis, Anna Ianunzio, Elvia Leone Ganado, John Marinelli, Massimo Salvianti, Frederick Testa, Mirko Urania, Noel Zarb
- Ascolti Italia: telespettatori 4.911.000 - share 19,90% [7]

## Ventiquattro ore
- Diretto da:
- Scritto da:

### Trama
Giacomo e Stefania scoprono che il traffico d'armi viene smistato da Juri: mentre Giacomo (Walter Nudo) cerca di ritardare di far partire la nave, Stefania è sotto tiro, perché il trafficante ha scoperto che lei era una agente del ROS. Intanto a Montepulciano si scopre una macchinetta delle fototessere che dà tagli di droga sbagliati.
- Guest star: Fabio Sartor
- Altri interpreti: Roberto Attias, Rodolfo Banchelli, Andrew Barberi, Paolo Barbini, Enzo Marino Bellanich, Pier Francesco Bigazzi, Mark Bugeja, John Cassar, Steffan De Angelis, Daniel Dwerryhouse, Dmitry Lapshin, Andrea Leotti, Marco Mannucci, Maria Laura Martelli, Alessandro Massini, Paolo Pecchioli, Ciro Rossi, Sara Tommasi, Mirko Urania, Assunta Visconti
- Ascolti Italia: telespettatori 4.855.000 - share 25,69% [7]

## Scomparso
- Diretto da:
- Scritto da:

### Trama
La scomparsa di un dentista in depressione dopo la nascita della figlia.
- Guest star: Valentina Pace, Antonella Troise
- Altri interpreti: Maria Luisa Bischeri, Franca D'Amato, Gabriele Foschi, Kotaro Koyama, Silvia Luzzi, Giulia Maestrini, Gerardo Maffei, Federico Mariotti, Laura Parrini, Bruno Pavoncello, Andrea Sambuchi, Marcello Sbigoli, Gabriella Titoli, Lilliana Vitale
- Ascolti Italia: telespettatori 4.769.000 - share 19,60% [8]

## La forza della tradizione
- Diretto da:
- Scritto da:

### Trama
Il bravio rischia di saltare dopo alcuni tentativi di sabotaggio.
- Special guest star: Antonio Casagrande
- Guest star: Valeria Cavalli, Federica Citarella, Marco Iannone, Valentina Pace, Massimiliano Varrese
- Altri interpreti: Stefano Banini, Emanuele Barresi, Giovanna Brilli, Andrea Calabrò, Davide Cecchini, Giulio Forges Davanzati, Teodor Koziel, Cristiano Militello, Gabriele Parrillo
- Ascolti Italia: telespettatori 4.307.000 - share 23,21% [8]

## In vino veritas
- Diretto da:
- Scritto da: Stefano Pratesi

### Trama
L'azienda vinicola del sindaco rischia la chiusura con l'accusa di gravi sofisticazioni.
- Guest star: Valeria Cavalli, Carlotta Miti, Valentina Pace
- Altri interpreti: Silvio Ambrogioni, Enzo Marino Bellanich, Alessandra Guazzini, Uberto Kovacevich, Alessandro Pess, Angela Rafanelli
- Ascolti Italia: telespettatori 3.178.000 - share 14,02% [9]

## La donna in viola
- Diretto da:
- Scritto da:

### Trama
Un'ondata di mistero e terrore turba gli animi della tranquilla cittadina di Montepulciano: qualcuno giura di aver visto il fantasma della Baronessa di Torre Alta tornare nel suo antico palazzo per attuare una tremenda vendetta. L'arrivo dall'Australia dell'unica erede del palazzo, a cui sembrano rivolte le minacce del fantasma, getta nuova luce sul caso svelando gli occulti interessi che si celano dietro al macabro splendore del luogo. Sollecitato dalla Virgili, anche il Maresciallo Contini dovrà tentare di affrontare i propri fantasmi e lasciare Paola ma una tragica notizia colpisce lui e tutti i colleghi della Caserma: l'Appuntato Orlandini, infatti, annuncia la morte del Brigadiere Marco Tosi.
- Special guest star: Antonio Casagrande
- Guest star: Valeria Cavalli, Valentina Pace
- Altri interpreti: Antonio Branchi, Agostino Casaretto, Ambrogio Colombo, Roberta Garzia, Aldo Gentileschi, Luca Levi, Caterina Pani, Alessandro Pess, Vincenzo Poggesi, Maria Pina Ruiu, Agnese Verdelli, Sascha Zacharias, Gianfranco Zampetti
- Ascolti Italia: telespettatori 3.258.000 share 18,48% [9]

## Caccia all'uomo
- Diretto da:
- Scritto da:

### Trama
Sconvolti dalla tragica morte del brigadiere Marco Tosi, ucciso da un pregiudicato in fuga, i colleghi dell'Arma avviano una serrata caccia all'uomo: l'assassino è ferito e si nasconde in zona. Oltre alla moglie Caterina distrutta dal dolore i più colpiti dalla morte del collega sono Baldi che ha assistito all'omicidio e si rimprovera di non essere stato capace di salvarlo e Sonia Martini legata a Tosi da profonda amicizia. Le indagini rivelano che un vecchio compagno di cella del fuggiasco vive nella zona e le ricerche si concentrano intorno alla sua casa. L'eccessivo coinvolgimento emotivo di Sonia non sfugge ad Edoardo che riesce a fermarla dal compiere un'azione precipitosa. Sonia confortata da Laura e da Padre Paolo nota lo strano atteggiamento del frate che sembra nascondere qualcosa. La delicata operazione di sorveglianza del Frosini non sembra portare a risultati apprezzabili finché l'uomo non viene intercettato in compagnia di una tranquilla impiegata. Le indagini svelano che nel passato della donna c'è un soggiorno a Roma proprio nel quartiere dove ha vissuto il fuggiasco. Mentre i colleghi indagano Sonia sorvegliando Padre Paolo fa una scoperta: il nascondiglio del fuggitivo. Accecata dell'odio per l'assassino Sonia sta' per compiere un passo falso, ma l'intervento del Colonnello Di Chiara risolverà la situazione. Stefania rassegnata dall'incapacità di Contini di lasciare Paola si riavvicina a Di Chiara.
- Special guest star: Antonio Casagrande
- Guest star: Erika Blanc, Marco Bonini, Carlotta Miti, Massimiliano Varrese
- Altri interpreti: Alessandra Bedino, Simone Berni, Eleonora Contucci, Umberto De Luca, Flavia Del Buono, Amerigo Fontani, Alessandro Marini, Giorgia Palmas, Massimo Piva, Emanuele Radicchia, Manrico Tonioni
- Ascolti Italia: telespettatori 4.101.000 - share 19,78% [10]

## Il cameriere
- Diretto da:
- Scritto da:

### Trama
L'improvvisa scomparsa del genero è un duro colpo per il Maresciallo Morri che tenta di trovare la tranquillità dedicandosi alla figlia Caterina e alla nipotina Giulia. Consapevoli della difficile situazione del loro superiore, i suoi sottoposti tentato di ovviare al suo momentaneo scarso attaccamento al lavoro applicandosi con grande partecipazione ad un nuovo caso, ovvero una serie di truffe telematiche ai danni di possessori di carte di credito che denunciano di aver subito furti per centinaia di euro attraverso acquisti mai fatti. Scartata l'ipotesi della clonazione delle carte di credito, che dai tabulati bancari risultano essere tutte autentiche, i carabinieri scoprono che gli acquisti truffaldini risultano tutti accreditati ad una società informatica la cui titolare unica risulta essere Monica Grandi, la donna delle pulizie della caserma, la quale rivendica la sua totale estraneità. La scoperta che i più recenti acquisti risultano fatti con le carte di credito di alcuni clienti di un noto ristorante del luogo offrono agli investigatori una nuova pista da seguire. Per indagare sulla truffa il colonnello Di Chiara propone alla Virgili una cena da infiltrati ma richiamato da altri incarichi deve cedere il posto al Maresciallo Contini. La scoperta nella lista dei truffati c'è anche Edoardo che recentemente ha portato Roberta al ristorante spinge gli agenti ad una indagine più ravvicinata. Un insospettabile cameriere stagionale cui il titolare ha affidato l'accesso al POS per il pagamento dei conti viene bloccato mentre tenta l'ennesima truffa. Morri sembra aver recuperato l'interesse al lavoro; Baldi, invece, vuole lasciare l'Arma, ma Contini riuscirà a convincerlo di farsi trasferire in missione all'estero per poter ritrovare interesse per il suo lavoro; Sonia, a causa del suo comportamento impulsivo durante il caso sulla morte di Tosi, si trasferisce e Contini si dimostrerà ancora una volta indeciso e confuso sui suoi sentimenti.
- Guest star: Valeria Cavalli, Valentina Pace, Massimiliano Varrese
- Altri interpreti: Stefano Alessandroni, Sergio Bagnoli, Antonio Fazzini, Tiziana Fusco, Konstantin Kilin, Mario Salomone, Massimiliano Vita
- Ascolti Italia: telespettatori 3.698.000 - share 21,65% [10]

## Guido
- Diretto da:
- Scritto da:

### Trama
Mentre Edoardo Mariani confessa a Roberta di sentirsi in colpa per il suo ruolo di amante clandestino, il marito della donna, lo stimato avvocato Merli, finisce al centro di una grave indagine. Una adolescente ha denunciato un tentativo di stupro da parte di un automobilista cui aveva chiesto un passaggio e le prime indagini sembrano inchiodare proprio Merli. Il Maresciallo Morri però non sembra convinto della sua colpevolezza e pensa che si tratti di una trappola organizzata da qualche nemico del legale e avvia un'indagine più approfondita. Roberta disperata per le sorti del marito chiede ad Edoardo, che accetta, di aiutarla nel tentativo di provare l'innocenza di Merli, ma il ritrovamento delle sue impronte sull'auto dell'avvocato la stessa usata da Roberta fanno sì che Morri lo allontani dall'indagine. Il confronto tra l'adolescente e l'avvocato sembra confermare la tesi della ragazza, ma un'intuizione di Morri porta su altre piste. Tra gli indiziati ci sono la giovane assistente dell'avvocato che all'improvviso lascia il lavoro, il proprietario di un'azienda che ha perso una causa istruita da Merli e il dirigente di una multinazionale accusato di molestie sessuali da una ragazza difesa dal legale. Edoardo agendo di sua iniziativa decide di seguire la ragazza che ha denunciato il marito della sua amante e scopre che la madre lavora come impiegata presso l'azienda di uno degli indiziati. Sottoposta ad un pressante interrogatorio la ragazza confessa di essere stata convinta dalla madre ad accettare la proposta del dirigente di fingersi vittima del tentato stupro in cambio di denaro e la promessa di un futuro da modella.
- Special guest star: Antonio Casagrande
- Guest star: Valeria Cavalli, Valentina Pace
- Altri interpreti: Mara Andress, Francesca Bastone, Martina Ciampolini, Alban Guillon, Maurizio Modesti, Alessandro Pess, Devis Rossi, Stella Vordemann
- Ascolti Italia: telespettatori 4.176.000 - share 21.22% [11]

## Non torno a casa
- Diretto da:
- Scritto da:

### Trama
Mentre è in viaggio in pullman per andare a Firenze dalla madre malata l'agente Giorgio Orlandini deve dare prova del suo coraggio e della sua destrezza. Uno squilibrato, salito sul pullman per inseguire la moglie, tiene in ostaggio lui e gli altri passeggeri minacciandoli di morte. Giorgio dapprima tenta di far ragionare l'uomo ma invano e si rende conto di dover passare all'azione. Tra i passeggeri c'è un malato di cuore che si sente male ma il pazzo impedisce all'autista di fermarsi e continua interrogare la moglie sospettata ingiustamente di tradirla. Giorgio nell'impossibilità di contrastarlo fisicamente riesce in maniera rischiosa a mettersi in contatto con la caserma con il telefono di servizio ma i colleghi non riescono a decifrare il messaggio inviato; Virgili con una brillante intuizione capisce la situazione. I carabinieri inseguono il pullman a bordo del quale Orlandini è sempre più in difficoltà essendo stato scoperto dallo squilibrato che lo sospetta anche di essere l'amante della moglie. Gli agenti riescono a fermare e dopo una trattativa l'uomo riesce ad ottenere un'auto per fuggire con la moglie, ma Orlandini con una mossa a sorpresa riesce a bloccarlo. Lavorando fianco a fianco di Virgili il Maresciallo Contini le dichiara il suo amore ma, sebbene innamorata, Stefania gli resiste: la possibilità di un ritorno di Paola è ancora forte.
- Special guest star: Antonio Casagrande
- Guest star: Valeria Cavalli, Valentina Pace
- Altri interpreti: Euridice Axen, Jacopo Bartaloni, Antonio Bertusi, Nicla Bottega, Fiorella Buffa, Caterina Cidda, Franco Costanzo, Ida Eccher, Felice Leveratto, Fabiana Lolli, Maria Grazia Magini, Alessandro Pascucci, Germano Rubbi, Ilaria Solari, Eva Terrosi, Alessio Venturini, Monica Ward
- Ascolti Italia: telespettatori 4.101.000 - share 22.28% [11]

## Fantasmi del passato
- Diretto da: Raffaele Mertes, Giandomenico Trillo
- Scritto da:

### Trama
Una vecchia ferita nella coscienza dell'agente Romanò ricomincia a sanguinare quando il giovane figlio di un pregiudicato, da lui ucciso vent'anni addietro durante una sparatoria, viene incriminato per spaccio di stupefacenti. Convinto della sua innocenza e deciso a riscattarsi dall'errore commesso in gioventù, l'agente si lancerà in una rischiosa impresa solitaria per portare alla luce la verità sul caso. Lasciato da Paola, il maresciallo Contini tenta di avvicinarsi a Stefania ma lei non cede e pur di non lasciarsi coinvolgere accetta il pressante corteggiamento del Colonnello Di Chiara.
- Guest star: Katia Beni, Valentina Pace
- Altri interpreti: Marina Biondi, Antonio Branchi, Luigi Coppola, Fabrizio Giannini, Maurizio Rapotec, Pamela Saino, Sandro Stefanini
- Ascolti Italia: telespettatori 4.155.000 - share 21,89% [12]

## Il chakra
- Diretto da: Raffaele Mertes, Giandomenico Trillo
- Scritto da:

### Trama
La bizzarra denuncia del furto di un chakra fatta da Monica Grandi a carico dell'affascinante esperta di esoterismo Adriana Bazler conduce gli agenti alla cattura di un sedicente medium colpevole di truffa e ricatto. Finalmente libero dal legame con Paola, il maresciallo Contini approfitta della collaborazione con la Virgili per convincerla dell'onestà dei suoi sentimenti ma lei, diffidente, per non farsi coinvolgere accetta di uscire ancora una volta con il Colonnello Di Chiara.
- Special guest star: Antonio Casagrande
- Altri interpreti: Gabriele Baldi, Todd Carter, Roberta Garzia, Rossana Grifoni, Gianluca Meconcelli, Luciana Palombi, Marta Rossi
- Ascolti Italia: telespettatori 3.554.000 - share 22,50% [12]

## Furto in sacrestia
- Diretto da: Raffaele Mertes, Giandomenico Trillo
- Scritto da:

### Trama
I carabinieri della caserma di Montepulciano l'indagine sul furto di una preziosa tela della chiesa di Padre Paolo si rivela particolarmente delicata poiché l'unica indiziata è la madre della collega Francesca Rossini, di passaggio nella cittadina per una visita alla figlia. Mentre Edoardo Mariani è finalmente libero di ufficializzare la relazione con Roberta che si è separata dal marito, Giacomo Contini deve reprimere i suoi sentimenti per Stefania che, temendo un ritorno di Paola, si sforza di mantenere le distanze.
- Altri interpreti: Dina Braschi, Victor Cappelli, Luigi Cavalli, Francesca Duranti, Roberta Garzia, Giorgia Mangiafesta, Marco Mannucci, Maria Antonia Nocera, Pierfrancesco Poggi, Sara Provenda, Marcello Salvestrini
- Ascolti Italia: telespettatori 3.773.000 - share 18,49% [13]

## Luci rosse
- Diretto da: Raffaele Mertes, Giandomenico Trillo
- Scritto da:

### Trama
Le autorità civili e religiose di Montepulciano diventano il bersaglio di un misterioso fotografo che minaccia lo scandalo attraverso la diffusione di fotografie "compromettenti". Quando alla minaccia, si aggiunge il ricatto, i Carabinieri danno inizio ad un'indagine serrata che li condurrà alla cattura di un giovane determinato a vendicare un grave torto subito dal padre. Per l'agente Petri l'indagine si rivelerà l'occasione giusta per trovare l'amore, mentre per il maresciallo Contini sarà l'ennesima occasione mancata per dichiararsi alla Virgili.
- Altri interpreti: Giovanna Avena, Elisabetta Bernardini, Giancarlo Ceccantoni, Andrea Colamedici, Roberta Garzia, Beatrice Gazzini, Paola Giorgi, Giulia Greco, Paolo Ignesti, Simone Mariani, Piero Nicosia, Marina Perzy, Letizia Sedrick
- Ascolti Italia: telespettatori 3.261.000 - share 19,19% [13]

## Il caso Di Chiara
- Diretto da:
- Scritto da:

### Trama
Il colonnello Di Chiara finisce al centro dell'indagine sull'omicidio della sua domestica, una giovane indiana trovata morta in casa sua. Tutto sembra cospirare contro di lui ma la fedeltà dei colleghi e l'assoluta fiducia in lui da parte del maresciallo Virgili riusciranno a condurlo in salvo e a fare luce sull'oscura vicenda familiare che ha causato la morte della giovane immigrata. Consapevole dell'angoscia provata dalla Virgili nel corso dell'indagine il maresciallo Contini troverà finalmente il coraggio di dichiararle il suo grande amore.
- Special guest star: Antonio Casagrande
- Guest star: Marco Bonini
- Altri interpreti: Elsbert Anthonysamy, Lido Chechi, Carmine Fabiano, Roberta Garzia, Paolo Giommarelli, Barbara Iafisco, Michele Ruta, Subash Scheggi Merlini, Rohan Suriyaarachchi, Payel Thakur, Yasamin Tootoonchi
- Ascolti Italia: telespettatori 3.839.000 - share 20,42% [14]

## Pericolo a scuola
- Diretto da: Raffaele Mertes, Giandomenico Trillo
- Scritto da:

### Trama
La positiva conclusione della vicenda che ha coinvolto il Colonnello Di Chiara offre a Stefania l'occasione per chiarire che tra loro è ormai tutto finito. Il maresciallo Contini non ne è però ancora del tutto convinto e la Virgili tenterà di convincerlo durante la collaborazione ad una nuova indagine: un caso di spaccio di droga in una scuola dove è stato trovato un pacco di pasticche di ecstasy. Un'indagine in cui l'avvenente agente Rossini, infiltrata nei panni di insegnante di educazione fisica, rischierà di diventare la vittima di un gruppo di ragazzi assetati di trasgressione. Alla fine Stefania e Giacomo si chiariscono e si baciano.
- Special guest star: Antonio Casagrande
- Guest star: Valeria Cavalli, Carlotta Miti
- Altri interpreti: Giovanni Battaglia, Antonio Branchi, Bruno Conti, Emiliano De Martino, Pietro Delle Piane, Federico Maria Galante, Ruby Rachel Kammer, Beniamino Pace, Serenella Proietti, Vittorio Vatteroni
- Ascolti Italia: telespettatori 3.599.000 - share 24,35% [14]